# Chorée fibrillaire de Morvan
Ne pas confondre avec la syringomyélie autrefois nommée maladie de Morvan.
 Mise en garde médicale
La chorée fibrillaire de Morvan, ou syndrome de Morvan, est une maladie neuro-musculaire rare, auto-immune, caractérisée par la présence de nombreuses fasciculations douloureuses. Elle se traduit par des contractions musculaires du visage et de la langue, des faiblesses et des crampes dans les muscles principalement dans les membres inférieurs. Elle touche plus particulièrement les jeunes hommes.
La maladie a été décrite le 12 avril 1890 par Augustin Morvan. 
Le terme « neuromyotonie » est également parfois utilisé pour la décrire, mais ce terme ne fait pas consensus.

## Diagnostic
Différents niveaux d'atteinte sont possibles :
- fasciculations bénignes douloureuses ;
- sémiologie pseudomyotonique avec doublets et multiplets sur l'électromyogramme ;
- formes rigides ;
- formes avec manifestations centrales, associant à l'activité neuromusculaire continue, agitation, délire allant de la confusion mentale aux hallucinations, insomnie voire l'agrypnie[2], hyperhidrose, troubles du rythme cardiaque.

## Physiopathologie
Le point de départ de l'activité spontanée siège sur les ramifications distales intramusculaires du nerf moteur. La dimension auto-immune de la maladie a été mise en évidence. Il y aurait un blocage des canaux potassique voltage-dépendant par les anticorps sériques, générant l'hyperactivité continue.